# Castle Morpeth
Castle Morpeth è stato un distretto con status di borough del Northumberland, Inghilterra, Regno Unito, con sede a Morpeth.
Il distretto fu creato con il Local Government Act 1972, il 1º aprile 1974 dalla fusione del borough di Morpeth con il distretto rurale di Morpeth e parte del distretto rurale di Castle Ward. Nel 2009 il distretto è stato soppresso con la trasformazione in autorità unitaria dell'intero territorio del Northumberland.

## Parrocchie civili
- Belsay
- Capheaton
- Cresswell
- East Chevington
- Ellington and Linton
- Hartburn
- Hebron
- Heddon-on-the-Wall
- Hepscott
- Longhirst
- Longhorsley
- Lynemouth
- Matfen
- Meldon
- Mitford
- Morpeth
- Netherwitton
- Pegswood
- Ponteland
- Stamfordham
- Stannington
- Thirston
- Tritlington and West Chevington
- Ulgham
- Wallington Demesne
- Whalton
- Widdrington Station and Stobswood
- Widdrington Village